# Feiz Shamsin
Feiz Shamsin (* 12. Juli 1992 in Hamburg) ist ein libanesischer Fußballspieler, der als Stürmer eingesetzt wird. Er besitzt auch die deutsche Staatsbürgerschaft.

## Leben und Karriere
Im Alter von acht Jahren floh die Familie von Feiz Shamsin aus dem Libanon nach Deutschland. Er wuchs in Hamburg, im nördlichen Stadtteil Schnelsen auf. Im März 2010 bekam er im Alter von siebzehn Jahren auch die deutsche Staatsbürgerschaft. Shamsin spricht sowohl deutsch als auch arabisch.

### Vereinskarriere
Shamsin spielte zunächst in der Jugend des Bundesligisten Hamburger SV. In der Saison 2008/09 kam er zu 20 Einsätzen für die B-Jugend des HSV in der U-17-Bundesliga und erzielte zwei Tore. In der folgenden Spielzeit lief er für die A-Jugend des HSV in der A-Junioren-Bundesliga auf, kam in der Saison 2009/10 zu vier Kurzeinsätzen.
Zur Saison 2010/11 wechselte er zur A-Jugend des Stadtrivalen FC St. Pauli in die U-19-Regionalliga Nord. Am Ende der Saison schaffte die A-Jugend den Aufstieg in die U-19-Bundesliga. Aufgrund guter Leistungen wurde Shamsin auch in den Kader der zweiten Mannschaft berufen, die in der Oberliga Hamburg spielte. Am 20. April 2011, dem 18. Spieltag der Oberliga-Saison 2010/11, kam er zu seinem ersten Spiel im Seniorenbereich, als er im Heimspiel gegen Eintracht Norderstedt (3:1) in der Halbzeitpause für Fousseni Alassani eingewechselt wurde und das dritte Tor durch Pierre Becken vorbereitete. Insgesamt kam er in der Oberliga-Saison 2010/11 zu drei Einsätzen und die Mannschaft schaffte den Aufstieg in die Regionalliga.
Zur Saison 2011/12 wechselte Shamsin zur zweiten Mannschaft des Bundesligisten Hannover 96 in die Regionalliga. In der Saison 2011/12 kam er jedoch nur zu sechs Einsätzen und konnte sich nicht durchsetzen, weshalb er Hannover 96 II schon wieder nach einem Jahr im Sommer 2012 verließ.
Nachdem er zunächst ein Monat vereinslos war, unterschrieb er Anfang September 2012 einen Vertrag beim libanesischen Erstligisten al Egtmaaey Tripoli. Dort kam er am 29. September 2012, am 1. Spieltag der Saison 2012/13, zu seinem Debüt im Profifußball, als er im Auswärtsspiel gegen Al Ahed (1:2) in der Startelf stand. In der 57. Minute erzielte er zudem sein erstes Tor. In der gesamten Saison 2012/13 erzielte er als bester Schütze seines Vereins in 20 Partien elf Tore und war damit viertbester Torschütze der Liga.
Anfang September 2013 wechselte Shamsin zum rumänischen Erstligisten Pandurii Târgu Jiu. Nach zwei Jahren wurde sein Vertrag im Sommer 2015 nicht verlängert. Er war ein paar Monate ohne Verein, ehe er im Herbst 2015 zu al Egtmaaey Tripoli in den Libanon zurückkehrte. Im Sommer 2016 wechselte er zum Lokalrivalen Tripoli SC. In 21 Einsätzen gelangen ihm dort sieben Tore.
Am 26. Januar 2018 wechselte er dann zum omanischen Verein Saham Club. Doch schon im Oktober 2018 wechselte er für vier Monate weiter zu Chennai City FC in die I-League.

### Nationalmannschaftskarriere
Im Oktober 2012 wurde Shamsin das erste Mal vom deutschen Trainer Theo Bücker für die libanesische Fußballnationalmannschaft nominiert. Am 16. Oktober 2012 kam er dann im Freundschaftsspiel gegen Jemen (2:1) zu seinem ersten Einsatz für die Nationalmannschaft, als er in der Halbzeitpause eingewechselt wurde und in der 62. Minute den 2:1-Siegestreffer erzielte.